# Vasco Fernandes Coutinho (conde)

Escudo de armas del conde Marialva

Vasco Fernades Coutinho (ca. 1385-1450) fue un distinguido noble portugués, el tercer mariscal de Portugal y el I conde de Marialva desde septiembre de 1441.

## Biografía
Fernandes Coutinho era el hijo de Gonçalo Vasques Coutinho, señor de Couto de Leomil, el segundo Mariscal del Reino, y de su esposa Leonor Gonçalves de Azevedo, hija de Gonzalo Vázquez de Azevedo, señor de Lourinha y el primer mariscal de Portugal. Su hermano era Álvaro Gonçalves Coutinho, apodado Magriço, un caballero semilegendario de los Doce de Inglaterra.
Fernandes Coutinho heredó los títulos y el puesto de su padre como mariscal en 1413. Participó en la captura portuguesa de Ceuta el 24 de julio de 1415.
Fue uno de los líderes de la expedición portuguesa para capturar Tánger en 1437, sirviendo directamente bajo el príncipe Enrique el Navegante. Aunque resultó un desastre, Coutinho sirvió con distinción y se dice que fue el último hombre en abandonar la playa, cubriendo personalmente la retirada y el embarque de las últimas tropas portuguesas. 
Después de la muerte del rey Eduardo de Portugal en 1438, Fernandes Coutinho fue uno de los cabecillas del partido noble y conspiró con Afonso de Barcelos para mantener a la reina viuda Leonor de Aragón como regente del joven rey Afonso V de Portugal. Dejaron de lado al candidato popular, el príncipe Pedro de Coímbra. El hermano de Pedro, Enrique el Navegante, finalmente logró separar a Coutinho del lado de Barcelos.
En 1441 (o 1440), con la esperanza de ganar la lealtad de los nobles, el regente Pedro de Coímbra invistió a Fernandes Coutinho como el primer conde de Marialva. Sin embargo, las relaciones entre los dos permanecieron tensas.
En la batalla de Alfarrobeira en mayo de 1449, Fernandes Coutinho salió al campo en nombre de Afonso V contra Pedro de Coímbra.
Falleció poco después del 13 de octubre de 1450 y recibió sepultura en el monasterio de Sarzedas.

## Matrimonio y descendencia
En 1412, Fernandes Coutinho se casó con María de Sousa (m. 1472), hija natural de Lopo Dias de Sousa, maestro de la Orden de Cristo, y legitimada por el rey Juan I de Portugal el 12 de mayo de 1412. Tuvieron dos hijos; Gonçalo Coutinho, el primogénito, sucedió como el II Conde de Marialva, y  Fernando Coutinho, nombrado cuarto mariscal de Portugal después de la muerte de su padre.